# دينيس براون
دينيس براون (ولدت عام 1963 في فانكوفر بكولومبيا البريطانية) هي أحد كبار المسؤولين الكنديين ببرنامج الغذاء العالمي التابع للأمم المتحدة، في مقره بمدينة روما، إيطاليا. تعمل براون حالياً كمدير برامج. تعمل على توفير الدعم التشغيلي والاستراتيجي لأزمات الغذاء في نيجيريا واليمن وفي بعض المناطق التي تفتقر إلى الأمن الغذائي مثل منطقة الساحل، جمهورية الكونغو الديمقراطية، وجنوب مدغشقر.

## حياتها المهنية
عملت سابقاً كمدير إقليمي لمنطقة غرب إفريقيا، في داكار (من عام 2013 إلى 2016)، حيث ترأست استجابة برنامج الغذاء العالمي لأزمة وباء إيبولا في 20 دولة.
عملت براون كمدير برنامج الغذاء العالمي في النيجر (من 2011 إلى 2013)، ناصرت قضايا المرأة بشكل كبير، بما فيها احتياجاتهن الغذائية.
انضمنت لبرنامج الغذاء العالمي في أواخر عام 1990 هي واحدة من عدد قليل من النساء المخضرمات في عمليات الأمم المتحدة في العراق (1998-1999)، أفغانستان (1999-2002)، كينيا (2002-2007)، والصومال (2007-2009).
كما عملت دينيس براون ككبير موظفي الاتصال لبرنامج الغذاء العالمي بنيويورك (2009-2011).
بدأت حياتها المهنية بالعمل مع المنظمات الأهلية في كمبوديا وهايتي.

## تعليمها
تخرجت من جامعة كولومبيا البريطانية وحصلت على ماجستير العلوم في تنمية الطفل من جامعة بيردو.